# Goiania Challenger 1989
Il Goiania Challenger 1989 è stato un torneo di tennis facente parte della categoria ATP Challenger Series nell'ambito dell'ATP Challenger Series 1989. Il torneo si è giocato a Goiânia in Brasile dal 21 al 27 agosto 1989 su campi in terra rossa.

## Vincitori

### Singolare
Daniel Orsanic ha battuto in finale  Juan Antonio Pino Pérez con il punteggio di 6–1, 3–6, 6–3

### Doppio
Alexandre Hocevar /  Marcos Hocevar hanno battuto in finale  Otavio Della /  Kevin Lubbers con il punteggio di 6–2, 6–2